# Epetij
Epetij (starogrčki: Epetion, lat. Epetium) je antičko naselje na mjestu današnjega Stobreča.
U 3. st. pr. Kr. utemeljena je naseobina isejskih Grka Epetij (Epetion), na mjestu starijeg ilirskog naselja. Sačuvani su ostatci kiklopskih bedema i mnogobrojni nadgrobni natpisi.
U rimsko doba Epetium je bio dio salonitanskog agera, a nalazi zidova, mozaika i stela uglavnom su smješteni oko današnje župne crkve i groblja.
Kršćanstvo se u okolici Epetija širilo već početkom IV. st., a prema legendi ondje je misionar bio Feliks, jedan od salonitanskih mučenika. Na ostatcima starijeg objekta, vjerojatno iz rimskog doba, bila je sagrađena potkraj V. i početkom VI. st. ranokršćanska trobrodna bazilika posvećena rimskom mučeniku Laurenciju, prema čijem je imenu Frane Bulić etimološki izveo današnje ime grada.
Početkom VII. st. grad je bio razoren u slavensko-avarskoj provali te se s vremenom pretvorio u ruralno naselje koje je postalo dio starohrvatske županije sa središtem u Klisu.

## Istraživanja
O antičkom Epetiju se do nedavno znalo isključivo po povijesnim izvorima koji spominju Tragurij, Epetij i Salonu kao grčke emporije. Prva istraživanja, na sjevernoj obali luke u Stobreču, proveli su 1969. i 1973. Mladen Nikolanci (Arheološki muzej u Splitu) i dr. sc. Aleksandra Faber (Institut za Arheologiju u Zagrebu) , kada je pronađen bedem grada. Godine 2012. dr. sc. Marina Ugarković iz Instituta za arheologiju također je istraživala helenistički bedem.
Tijekom 2024., započela su iskapanja u stobrečkoj luci, pri čemu su otkriveni, po riječima voditelja projekta, "najbolje sačuvani grčki bedemi na području Hrvatske". Bedemi su otkriveni u dužini od 70-ak metara, a na nekim dijelovima je viši od 3 metra.

## Vanjske poveznice
|  | Zajednički poslužitelj ima još gradiva o temi Epetij |

- Maslinik u splitskom naselju skrivao je tajnu staru skoro 3000 godina! Na samo dva metra dubine ukazalo se pravo blago. Slobodna Dalmacija. 13. svibnja 2024. Pristupljeno 19. veljače 2025.